# Трегубовка (Смоленская область)
Трегубовка — деревня в Руднянском районе Смоленской области России. Входит в состав Смолиговского сельского поселения. Население — 51 житель (2007 год). 
Расположена в западной части области в 22 км к юго-востоку от Рудни, в 0,1 км южнее автодороги А141 Орёл — Витебск, на берегу реки Лелеква. В 2 км северо-восточнее деревни расположена железнодорожная станция Поселковая на линии Смоленск — Витебск. 

## История
В годы Великой Отечественной войны деревня была оккупирована гитлеровскими войсками в июле 1941 года, освобождена в октябре 1943 года.